# Waxen (ski)

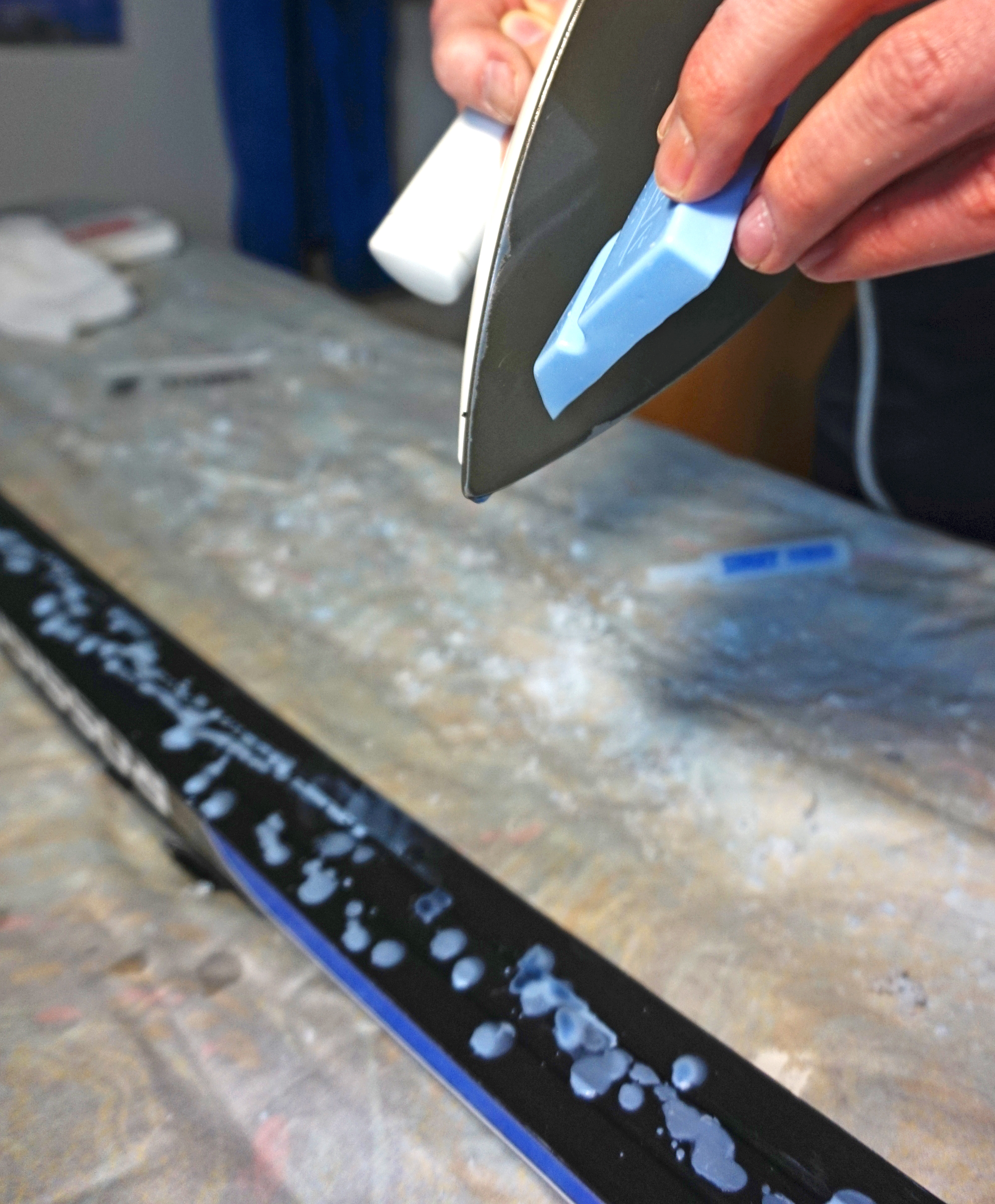
Waxen

Met waxen wordt het proces bedoeld waarmee ski's en snowboards een extra laagje onder het belag wordt aangebracht waardoor ze beter glijden. Er zijn veel verschillende soorten wax, elk met zijn eigen voor- en nadelen. Er bestaan twee categorieën: hot wax en cold wax.

## Cold wax
Cold wax is vloeibaar en zit in een tube. Met een speciale kop doseerdop wordt de wax verdeeld over de ski. Er is base-wax (onder wax) en finish-wax.

## Hot wax
Hot wax wordt geleverd als een kaars of in een blok. Een veelgebruikte stof voor hotwaxen is paraffine. Hot wax wordt aangebracht door het te smelten. Meestal wordt hiervoor een strijkijzer gebruikt. Met het strijkijzer wordt de wax gesmolten, en op het belag gedruppeld. Hierna wordt het gelijkmatig verdeeld over de ski, door de ski te 'strijken'. De opgebrachte wax moet 30 minuten à een uur drogen waarna de overtollige wax verwijderd kan worden. Dit gebeurt met een plexi-krabber, dat is een speciaal plastic plaatje. Hierbij moet altijd rekening gehouden worden met het feit dat je van voor naar achter moet schrapen, in de glijrichting van de ski. Na het verwijderen van de overtollige wax dient de ski nog gepolijst te worden. Met een borstel worden er heel kleine groeven gemaakt in de wax, waardoor water dat door wrijving  ontstaat beter afgevoerd wordt. De soorten hot wax verschillen onderling vooral door de soort sneeuw waarvoor ze bedoeld zijn en de temperatuur van de sneeuw. Verder kan de temperatuur waarna ze wordt opgebracht verschillen.